# Mariana Chenillo
Mariana Chenillo (Ciudad de México, 29 de abril de 1977) es una directora de cine y guionista mexicana, conocida sobre todo por su primera película Cinco días sin Nora, Paraíso y Revolución. Chenillo es la primera cineasta que ha dirigido una película ganadora de la "Mejor Película" en los premios Ariel de México con su ópera prima.
También es conocida por su trabajo en televisión dirigiendo episodios de Soy tu fan y Club de Cuervos de Netflix.

## Trayectoria
Cinco días sin Nora (2008) es una comedia sobre los cinco días posteriores al suicidio del personaje principal, Nora (interpretada por Silvia Mariscal), "quien desde joven había intentado quitarse la vida, fallando en 14 intentos". Como deseo final, su exmarido, José Kurtz (interpretado por Fernando Luján), debe preparar una cena tradicional judía (Pésaj) para todos los familiares de la difunta.
Paraíso (2013) está basada en el primer cuento del libro Paraíso y otros cuentos incómodos, de la escritora mexicana Julieta Arévalo. La película narra la historia de Carmen (Daniela Rincón) y Alfredo (Andrés Almeida) quienes residen en Ciudad Satélite y deben mudarse al Distrito Federal. Este cambio, la soledad que vive Carmen y la entrada en la dinámica de una megaciudad demandante, articulan un ensayo sobre las discrepancias entre el amor y los intereses personales.
En el documental colaborativo  El aula vacía (2015) Chenillo participó con Hugo, en el que "retrata los obstáculos en la educación a los que se enfrentan los jóvenes con discapacidades". Su protagonista Hugo "es sordo en un mundo oyente y enfrenta desafíos no muy típicos para terminar la secundaria".
También participó con varios capítulos de la serie Aquí en la Tierra (2018), la cual se transmite por FOX y es protagonizada por Gael García Bernal.

## Filmografía

#### Cine
| Año  | Título                       | Crédito             | Director/a       |
| ---- | ---------------------------- | ------------------- | ---------------- |
| 2024 | Los dos hemisferios de Lucca | Directora           | Mariana Chenillo |
| 2022 | Soy tu fan: La película      | Directora           | Mariana Chenillo |
| 2020 | Todo lo invisible            | Directora Escritora | Mariana Chenillo |
| 2013 | Paraíso                      | Directora Escritora | Mariana Chenillo |
| 2010 | Revolución                   | Directora           | Varios           |
| 2008 | Cinco días sin Nora          | Directora Escritora | Mariana Chenillo |

#### Televisión
| Año       | Título            | Crédito                  | Plataforma |
| --------- | ----------------- | ------------------------ | ---------- |
| 2021      | Somos.            | Directora (2 episodios)  | Netflix    |
| 2018-2020 | Aquí en la Tierra | Directora (2 episodios)  | Fox        |
| 2018      | Club de Cuervos   | Directora (6 episodios)  | Netflix    |
| 2010-2012 | Soy tu fan        | Directora (18 episodios) | Canal Once |

## Premios
Por Cinco días sin Nora (2008) fue acreedora del premio a “Mejor Dirección”, en el Festival Internacional de Cine de Moscú, “Mejor Película”, en el Festival Internacional de cine Latinoamericano de Biarritz, y el Astor de Oro a la “Mejor Película” en el Festival Internacional de Cine de Mar del Plata, en Argentina.
Por Paraíso (2013), formó parte de la Selección Oficial del 11° FICM y de la sección Nuevos Directores del 61° Festival Internacional de Cine de San Sebastián (España) y ganó el Premio Grolsch Discovery en el tercer Festival Internacional de Cine de Panamá (IFF Panamá)